# Ungerns Grand Prix 2007
Ungerns Grand Prix 2007, officiellt Formula 1 Magyar Nagydíj 2007, var ett Formel 1-lopp som kördes den 5 augusti 2007 på Hungaroring i Mogyoród, Ungern. Loppet var det elfte loppet ingående i Formel 1-säsongen 2007 och kördes över 70 varv.

## Ställning i mästerskapet före loppet
| Pos.  | Förare          | Poäng |
| ----- | --------------- | ----- |
| 1 ▬   | Lewis Hamilton  | 70    |
| 2 ▬   | Fernando Alonso | 68    |
| 3 ▲ 1 | Felipe Massa    | 59    |
| 4 ▼ 1 | Kimi Räikkönen  | 52    |
| 5 ▬   | Nick Heidfeld   | 36    |

| Pos. | Konstruktör      | Poäng |
| ---- | ---------------- | ----- |
| 1 ▬  | McLaren-Mercedes | 138   |
| 2 ▬  | Ferrari          | 111   |
| 3 ▬  | BMW Sauber       | 61    |
| 4 ▬  | Renault          | 32    |
| 5 ▬  | Williams-Toyota  | 18    |

- Notering: Endast de fem bästa placeringarna i vardera mästerskap finns med på listorna.

## Kvalet
| Pos.    | Nr. | Förare               | Konstruktör        | Kvaltider | Kvaltider | Kvaltider | Start- grid |
| Pos.    | Nr. | Förare               | Konstruktör        | Q1        | Q2        | Q3        | Start- grid |
| ------- | --- | -------------------- | ------------------ | --------- | --------- | --------- | ----------- |
| 1       | 1   | Fernando Alonso      | McLaren-Mercedes   | 1:20.425  | 1:19.661  | 1:19.674  | 61          |
| 2       | 2   | Lewis Hamilton       | McLaren-Mercedes   | 1:19.570  | 1:19.301  | 1:19.781  | 1           |
| 3       | 9   | Nick Heidfeld        | BMW                | 1:20.751  | 1:20.322  | 1:20.259  | 2           |
| 4       | 6   | Kimi Räikkönen       | Ferrari            | 1:20.435  | 1:20.107  | 1:20.410  | 3           |
| 5       | 16  | Nico Rosberg         | Williams-Toyota    | 1:20.547  | 1:20.188  | 1:20.632  | 4           |
| 6       | 11  | Ralf Schumacher      | Toyota             | 1:20.449  | 1:20.455  | 1:20.714  | 5           |
| 7       | 10  | Robert Kubica        | BMW                | 1:20.366  | 1:20.703  | 1:20.876  | 7           |
| 8       | 3   | Giancarlo Fisichella | Renault            | 1:21.645  | 1:20.590  | 1:21.079  | 132         |
| 9       | 12  | Jarno Trulli         | Toyota             | 1:20.481  | 1:19.951  | 1:21.206  | 8           |
| 10      | 15  | Mark Webber          | Red Bull-Renault   | 1:20.794  | 1:20.439  | 1:21.256  | 9           |
| 11      | 14  | David Coulthard      | Red Bull-Renault   | 1:21.291  | 1:20.718  | N/A       | 10          |
| 12      | 4   | Heikki Kovalainen    | Renault            | 1:20.285  | 1:20.779  | N/A       | 11          |
| 13      | 17  | Alexander Wurz       | Williams-Toyota    | 1:21.243  | 1:20.865  | N/A       | 12          |
| 14      | 5   | Felipe Massa         | Ferrari            | 1:20.408  | 1:21.021  | N/A       | 14          |
| 15      | 23  | Anthony Davidson     | Super Aguri-Honda  | 1:21.018  | 1:21.127  | N/A       | 15          |
| 16      | 18  | Vitantonio Liuzzi    | Toro Rosso-Ferrari | 1:21.730  | 1:21.993  | N/A       | 16          |
| 17      | 7   | Jenson Button        | Honda              | 1:21.737  | N/A       | N/A       | 17          |
| 18      | 8   | Rubens Barrichello   | Honda              | 1:21.877  | N/A       | N/A       | 18          |
| 19      | 22  | Takuma Sato          | Super Aguri-Honda  | 1:22.143  | N/A       | N/A       | 19          |
| 20      | 19  | Sebastian Vettel     | Toro Rosso-Ferrari | 1:22.177  | N/A       | N/A       | 20          |
| 21      | 20  | Adrian Sutil         | Spyker-Ferrari     | 1:22.737  | N/A       | N/A       | 21          |
| 22      | 21  | Sakon Yamamoto       | Spyker-Ferrari     | 1:23.774  | N/A       | N/A       | 22          |
| Källor: |     |                      |                    |           |           |           |             |

Noter
- ^1 – Fernando Alonso fick en 5 platsers nedflyttning för att han var ivägen för Lewis Hamilton under Q3.[3]
- ^2 – Giancarlo Fisichella fick en 5 platsers nedflyttning för att han var ivägen för Sakon Yamamoto under Q1.[3]

## Loppet
I första startledet stod Lewis Hamilton i McLaren och Nick Heidfeld i BMW och bakom dem Kimi Räikkönen i Ferrari och Nico Rosberg i Williams.
Fernando Alonso i McLaren hade den snabbaste kvaltiden men fråntogs sin pole position efteråt på grund av att han bedömdes ha hindrat sin stallkamrat i depån under kvalificeringen. Alonso fick i stället starta från den sjätte rutan och McLaren, som ansågs delaktiga i händelsen, undantogs från konstruktörspoäng i tävlingen. Felipe Massa, som fick problem med sin Ferrari under den andra kvalificeringsomgången, startade som nummer fjorton.
Hamilton tog starten och Räikkönen passerade Heidfeld direkt. Loppet blev sedan en duell mellan Hamilton och Räikkönen som Hamilton vann, bland annat genom en smartare däckbytesstrategi. Den tredje pallplatsen togs av Heidfeld som höll undan från Alonso. Massa, som blev varvad av toppduon, slutade på trettonde plats.
| Pos.                                                          | Nr. | Förare               | Konstruktör        | Varv | Tid/Bröt    | Placering | Poäng |
| ------------------------------------------------------------- | --- | -------------------- | ------------------ | ---- | ----------- | --------- | ----- |
| 1                                                             | 2   | Lewis Hamilton       | McLaren-Mercedes   | 70   | 1:35:52.991 | 1         | 10    |
| 2                                                             | 6   | Kimi Räikkönen       | Ferrari            | 70   | +0.715      | 3         | 8     |
| 3                                                             | 9   | Nick Heidfeld        | BMW                | 70   | +43.129     | 2         | 6     |
| 4                                                             | 1   | Fernando Alonso      | McLaren-Mercedes   | 70   | +44.858     | 6         | 5     |
| 5                                                             | 10  | Robert Kubica        | BMW                | 70   | +47.616     | 7         | 4     |
| 6                                                             | 11  | Ralf Schumacher      | Toyota             | 70   | +50.669     | 5         | 3     |
| 7                                                             | 16  | Nico Rosberg         | Williams-Toyota    | 70   | +59.139     | 4         | 2     |
| 8                                                             | 4   | Heikki Kovalainen    | Renault            | 70   | +1:08.104   | 11        | 1     |
| 9                                                             | 15  | Mark Webber          | Red Bull-Renault   | 70   | +1:16.331   | 9         |       |
| 10                                                            | 12  | Jarno Trulli         | Toyota             | 69   | +1 varv     | 8         |       |
| 11                                                            | 14  | David Coulthard      | Red Bull-Renault   | 69   | +1 varv     | 10        |       |
| 12                                                            | 3   | Giancarlo Fisichella | Renault            | 69   | +1 varv     | 13        |       |
| 13                                                            | 5   | Felipe Massa         | Ferrari            | 69   | +1 varv     | 14        |       |
| 14                                                            | 17  | Alexander Wurz       | Williams-Toyota    | 69   | +1 varv     | 12        |       |
| 15                                                            | 22  | Takuma Sato          | Super Aguri-Honda  | 69   | +1 varv     | 19        |       |
| 16                                                            | 19  | Sebastian Vettel     | Toro Rosso-Ferrari | 69   | +1 varv     | 20        |       |
| 17                                                            | 20  | Adrian Sutil         | Spyker-Ferrari     | 68   | +2 varv     | 21        |       |
| 18                                                            | 8   | Rubens Barrichello   | Honda              | 68   | +2 varv     | 18        |       |
| DNF                                                           | 18  | Vitantonio Liuzzi    | Toro Rosso-Ferrari | 42   | Elektronik  | 16        |       |
| DNF                                                           | 23  | Anthony Davidson     | Super Aguri-Honda  | 41   | Olycka      | 15        |       |
| DNF                                                           | 7   | Jenson Button        | Honda              | 35   | Gas         | 17        |       |
| DNF                                                           | 21  | Sakon Yamamoto       | Spyker-Ferrari     | 4    | Olycka      | 22        |       |
| Snabbaste varv: Kimi Räikkönen (Ferrari) – 1:20.047 (varv 70) |     |                      |                    |      |             |           |       |
| Källor:                                                       |     |                      |                    |      |             |           |       |

## Ställning i mästerskapet efter loppet
| Pos.  | Förare          | Poäng |
| ----- | --------------- | ----- |
| 1 ▬   | Lewis Hamilton  | 80    |
| 2 ▬   | Fernando Alonso | 73    |
| 3 ▲ 1 | Kimi Räikkönen  | 60    |
| 4 ▼ 1 | Felipe Massa    | 59    |
| 5 ▬   | Nick Heidfeld   | 42    |

| Pos. | Konstruktör      | Poäng |
| ---- | ---------------- | ----- |
| 1 ▬  | McLaren-Mercedes | 138   |
| 2 ▬  | Ferrari          | 119   |
| 3 ▬  | BMW Sauber       | 71    |
| 4 ▬  | Renault          | 33    |
| 5 ▬  | Williams-Toyota  | 20    |

- Notering: Endast de fem bästa placeringarna i vardera mästerskap finns med på listorna.